# Errina cyclopora
Errina cyclopora är en nässeldjursart som beskrevs av Stephen D. Cairns 1983. Errina cyclopora ingår i släktet Errina och familjen Stylasteridae.
Artens utbredningsområde är Södra Ishavet. Inga underarter finns listade i Catalogue of Life.